# Prix Malaparte
Le prix Malaparte est un prix littéraire italien fondé en 1983 pour récompenser un auteur étranger. Nommé d'après Curzio Malaparte, il naît à l'initiative de Graziella Lonardi Buontempo et d'Alberto Moravia, soutenu par l'association  « Amici di Capri ». Le prix est décerné à Capri de 1983 à 1998 pour réapparaître en 2012, après une absence de 13 ans, grâce à Gabriella Buontempo – secrétaire générale  des « Incontri Internazionali d’Arte » – et au soutien du sponsor Ferrarelle S.p.A.,.

## Lauréats
- 1983 : Anthony Burgess
- 1984 : Saul Bellow
- 1985 : Nadine Gordimer
- 1986 : Manuel Puig
- 1987 : John le Carré
- 1988 : Fazil' Abdulovič Iskander
- 1989 : Zhang Jie
- 1990 : Václav Havel
- 1991 : Predrag Matvejević[3]
- 1992 : Susan Sontag
- 1993 : Michel Tournier
- 1994 : Breyten Breytenbach
- 1995 : Antonia Susan Byatt
- 1998 : Isabel Allende
- 2012 : Emmanuel Carrère
- 2013 : Julian Barnes
- 2014 : Donna Tartt
- 2015 : Karl Ove Knausgaard[4].
- 2016 : Elizabeth Strout[5].
- 2017 : Han Kang
- 2018 : Richard Ford[6]
- 2019 : Colm Tóibín[7].
- 2020 : Amin Maalouf[8].
- 2021 : Yasmina Reza[9].
- 2022 : Daniel Mendelsohn[10].
- 2023 : Benjamin Labatut[11].
- 2024 : Rachel Cusk[12]